# Bromeliae

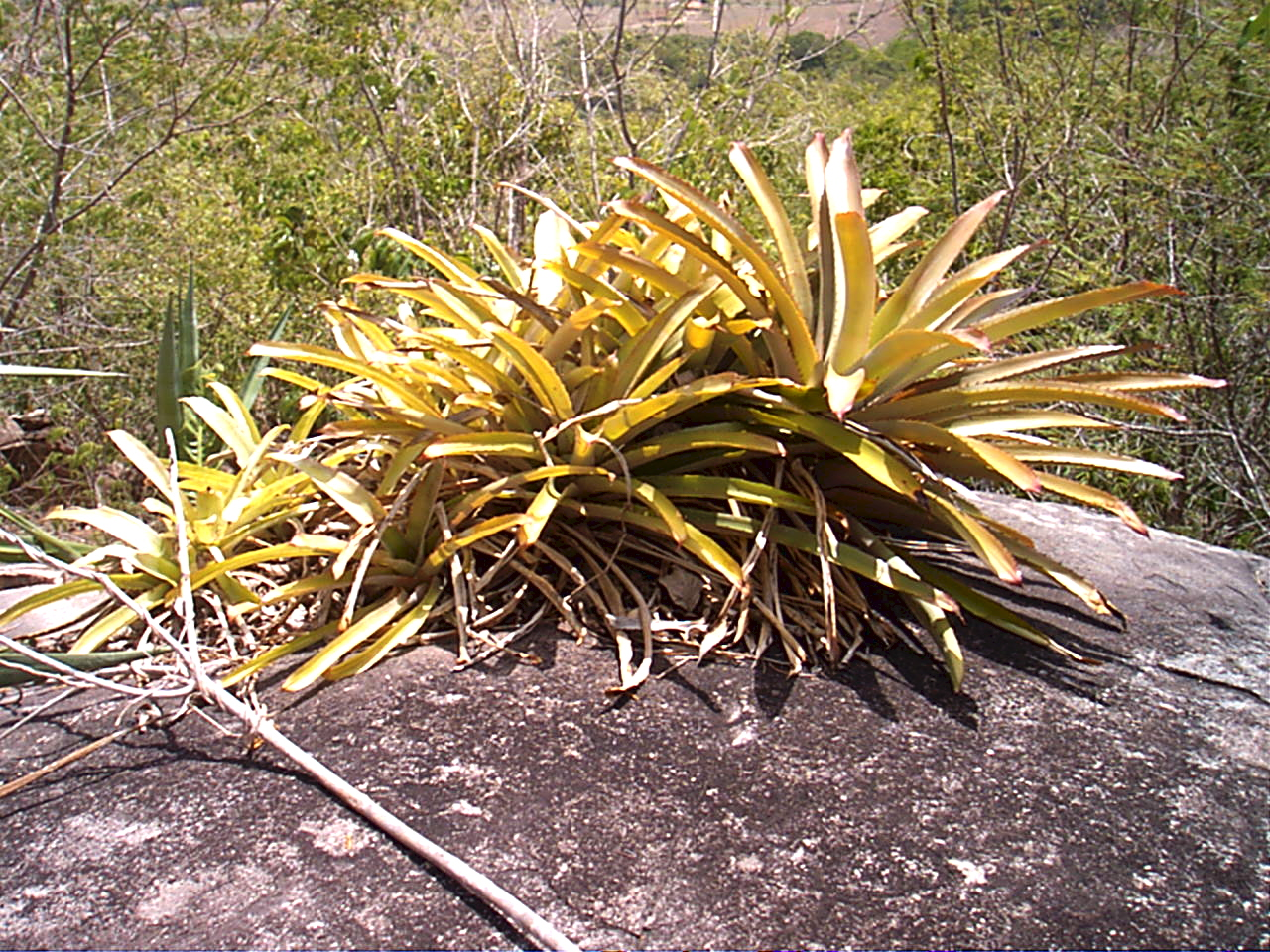
Bromelia

Bromeliae, na classificação taxonômica de Jussieu (1789), é uma ordem botânica da classe Monocotyledones com estames perigínicos (quando os estames se inserem à volta do nível do ovário).
Apresenta os seguintes gêneros:
- Burmannia, Tillandsia, Xerophyta, Bromelia, Agave.